# FK Jaunība Riga
FK Jaunība Riga (offiziell Futbola klubs „Jaunība“) ist ein lettischer Fußballverein aus der Hauptstadt Riga.
Der Vereinsname bedeutet auf Deutsch ‚Fußballklub Jugend‘. Der Verein wurde 2006 gegründet und stieg am Ende der Saison 2009 als Vizemeister der 1. līga (zweithöchste Spielklasse) per Relegation in die höchste Liga (Virslīga) auf.
Heimspielstätte ist das 5683 Zuschauer fassende Daugava-Stadion (Daugavas stadions).